# مرسيل محمد الميوني
مرسيل محمد الميوني هو شاعر يمني. ولد عام 1982 في مدينة عدن. تلقى تعليمه في عدن، ثم انتقل إلى صنعاء وأكمل الثانوية. حصل على بكلاريوس تجارة من جامعة صنعاء. عمل في وزارة المالية من 2001 حتى 2005. كتب الشعر في سن الثالثة عشر، وأجاد التلحين إلى جانب كتابة الشعر. له ديوان شعر مخطوط بعنوان «رنين الوتر». توفي عام 2007 في حادث مروري.